# Fontes (São Caetano)
As Fontes são uma localidade portuguesa localizado na freguesia de São Caetano, concelho da Madalena do Pico, ilha do Pico, arquipélago dos Açores.
Este povoado localiza-se próximo ao sítio do Cabeço, entre o Cabeço de São Mateus e a Prainha do Galeão, junto à Ribeira da Prainha.